# Procédé Kubierschky
Le procédé Kubierschky est un procédé chimique utilisé pour la production de brome à partir de solutions de bromure. Ce procédé porte le nom de Konrad Kubierschky, un chimiste allemand.
Les solutions naturelles de bromures (eau de mer, saumures) sont très diluées et contiennent en général une forte teneur en chlorure (de l'ordre de 200 à 700 fois supérieure). Ceci implique des techniques pointues pour séparer ces ions. Une des propriétés qui différencie le chlorure et le bromure est une plus grande facilité de ce dernier à être oxydé. Le procédé de Kubierschky utilise cette différence pour séparer et obtenir du brome avec une très haute pureté.
{\displaystyle 2Br^{-}+Cl_{2}\rightarrow Br_{2}+2Cl^{-}}
Le procédé se compose de deux parties : la réaction d'oxydation et la purification. L'oxydation utilise du chlore comme agent oxydant pour des raisons économiques principalement.
La solution de bromure réagit avec le chlore gazeux et de la vapeur dans une colonne à contre-courant. Les vapeurs sont refroidies et les condensats sont séparés par décantation, l'eau étant renvoyé dans la colonne de réaction alors que le brome alimente une colonne de distillation. Les produits de tête sont recueillis et envoyés dans une deuxième colonne de rectification où le brome est purifié pour obtenir une concentration supérieure à 99 %.
Ce procédé implique des appareils résistants à la corrosion, tel le verre ou le tantale.